# Budoželja
Budoželja (en serbe cyrillique : Будожеља) est un village de Serbie situé dans la municipalité d’Ivanjica, district de Moravica. Au recensement de 2011, il comptait 219 habitants.

## Démographie
| 1948 | 1953 | 1961 | 1971 | 1981 | 1991 | 2002 | 2011 |
| ---- | ---- | ---- | ---- | ---- | ---- | ---- | ---- |
| 549  | 569  | 571  | 501  | 402  | 335  | 282  | 219  |

|  |